# 소비칠레
소비칠레(이탈리아어: Sovicille)는 이탈리아 토스카나주 시에나도에 있는 코무네다. 피렌체에서 남쪽 60km, 시에나에서 남서쪽 10km 거리에 있다.

## 역사
소비칠레의 명칭은 1004년에 처음으로 역사에서 언급됐으며, 이곳의 기원은 더욱 오래될 것으로 추정된다(2002년에 로마 시대의 모자이크가 교회에서 발견되었고, 현재 지역에는 에트루리아 시대의 유적지는 없다).
중세 시대 기간에 시에나와 볼테라 국경 사이에 볼테라의 지배를 받던 세레나 수도원이 세워졌는데, 수도원의 영지에 소비칠레가 사유 재산으로서 속해있었다.
본래 시에나 출신인 교황 알렉산데르 3세가 남긴 1123년 4월 23일 문서 기록에 따르면, 이곳을 수피칠레(Sufficille)라고 하였다. 그 명칭은 라틴어 단어인 "수브"(sub, 아래의)와 "피키눌라이/피쿠스"(ficinulae/ficus, 작은 무화과 나무)에서 유래하였다.
자치 도시로서의 기록은 13세기로 거슬러 올라간다. 13세기에 시에나 공화국은 일부 지방 자치제를 허용했었는데, 그중에 소비칠레가 포함되었고, 1238년에 자치 도시 지위를 얻었다.
1260년 소비칠레는 피렌체에게 점령당하나, 그 해에 피렌체군이 몬타페르티 전투에서 패배함에 따라, 소비칠레는 시에나로 돌아왔다.
1333년 소비칠레는 피사에 의해 불태워졌다.
메디치 가문은 1557년에 2백만 두캇을 지불하고 신성 로마 황제에게서 시에나의 영지를 사들였고, 이로 인해 민주 제도는 폐지되었고 봉건정으로 복귀하게 되었다. 소비칠레는 메디치 가문의 영지가 되었고 새롭게 확장된 영토의 접근점을 보호할 목적으로 요새로 전환되었다.
메디치 가문의 마지막 통치자가 사망하고, 그 모든 권한은 나폴레옹 보나파르트가 침략하기 이전인 18세기까지 로렌 공작에게 넘어가게 되었다.
1814년에 빈 회의가 열리게 되었고, 소비칠레는 토스카나 대공국에 합병되었다. 1859년 단명했던 국가인 중부 이탈리아 합중국의 지배를 받다가 이탈리아 왕국에 흡수되었다.